# Дейвид Хосп
Дейвид Хосп (на английски: David Hosp) е американски адвокат и писател на произведения в жанра съдебно-политически трилър и криминален роман. Пише и под псевдонима Джак Флин (Jack Flynn).

## Биография и творчество
Ричард Дейвид Хосп е роден през 1968 г. в Ню Йорк, САЩ. Отраства в Манхатън и в Рей, щат Ню Йорк. Завършва през 1990 г. с отличие и бакалавърска степен по изкуства Колеж „Дартмут“. Едновременно учи и в Лондонското училище по икономика и политически науки. През 1994 г. завършва с отличие право в Юридическия факултет на Университета Джордж Вашингтон. След дипломирането си стажува в адвокатска кантора „Уинтроп, Стимсън, Пътнам и Робъртс“ на Уолстрийт и през 1995 г. става член на адвокатската колегия. През 1996 г. се присъединява към престижната адвокатска кантора „Гудуин Проктър“ в Бостън, където впоследствие става съдружник. Понякога работи безплатно по дела на неправилно осъдени лица. Заедно с работата си започва да пише криминални романи.
Първият му роман „Бандата от Чарлстаун“ от поредицата „Скот Фин“ е издаден през 2005 г. Преуспяващият млад адвокат Скот Фин се оказва приятел на седмата жертва нва сериен убиец и става заподозрян от полицията. Той започва собствено разследване с познати от престъпния свят, сред които е израснал. Сътрудничи си с лейтенант Линда Флеърти, но ще трябва да се справи с политически и престъпни интереси. Книгата е номинирана за наградата „Бари“ за най-добър първи роман и книга на месеца.
Третият му роман от поредицата е обявен от „Дейли Телеграф“ за добър за 2009 г. за лятното четене.
Дейвид Хосп живее със семейството си в Бостън.

## Произведения

### Самостоятелни романи
- The Guardian (2012)
- Game of Death (2014)
Игри на смърт, изд.: ИК „Плеяда“, София (2017), прев. Денис Апов

### Серия „Скот Фин“ (Scott Finn)
1. Dark Harbor (2005)
Бандата от Чарлстаун, изд. „НСМ Медиа“ (2007), прев. Антоанета Дончева-Стаматова
2. The Betrayed (2006)
3. Innocence (2007)
Невинност, изд.: ИК „Плеяда“, София (2013), прев. Петър Нинов
4. Among Thieves (2009)
Адвокат за милиони, изд.: ИК „Плеяда“, София (2012), прев. Петър Нинов
5. Next of Kin (2011)
Зодия убиец, изд.: ИК „Плеяда“, София (2011), прев. Петър Нинов

### Като Джак Флин

#### Самостоятелни романи
- Blood in the Water (2019)